# 隆平水稻博物馆
隆平水稻博物馆（英語：Longping Rice Museum）是一座位于长沙市的水稻主题博物馆。主要展出袁隆平院士以及培育的杂交水稻的历史。

## 历史
2019年9月27日建成开放，位于长沙市芙蓉区人民东路隆平中央公园内，占地30亩，总建筑面积1.1万平方米，有三大基本展厅，展陈面积近6000平方米，藏品总共8623件。

## 交通
- 长沙地铁6号线隆平水稻博物馆站

## 营业时间
- 周二至周日：上午九点半至下午五点半
- 周一闭馆